# Polytänchromosom

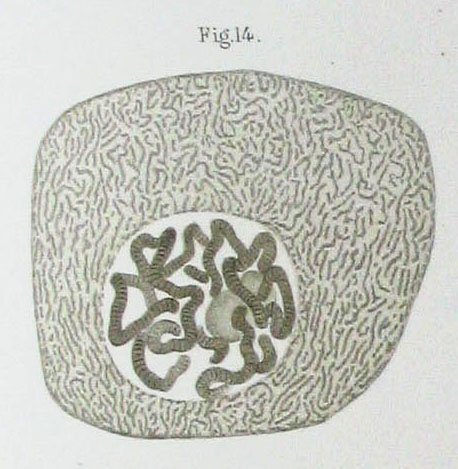
Polytänchromosomen in einer Speicheldrüsenzelle von Chironomus sp.

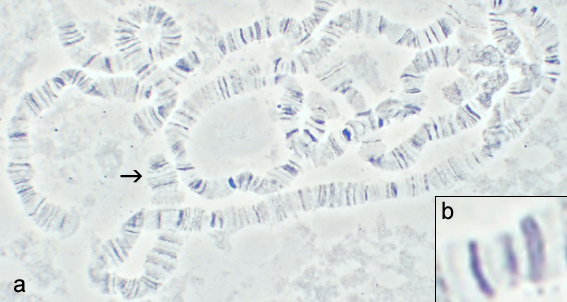
Präparierte Polytänchromosomen von Drosophila

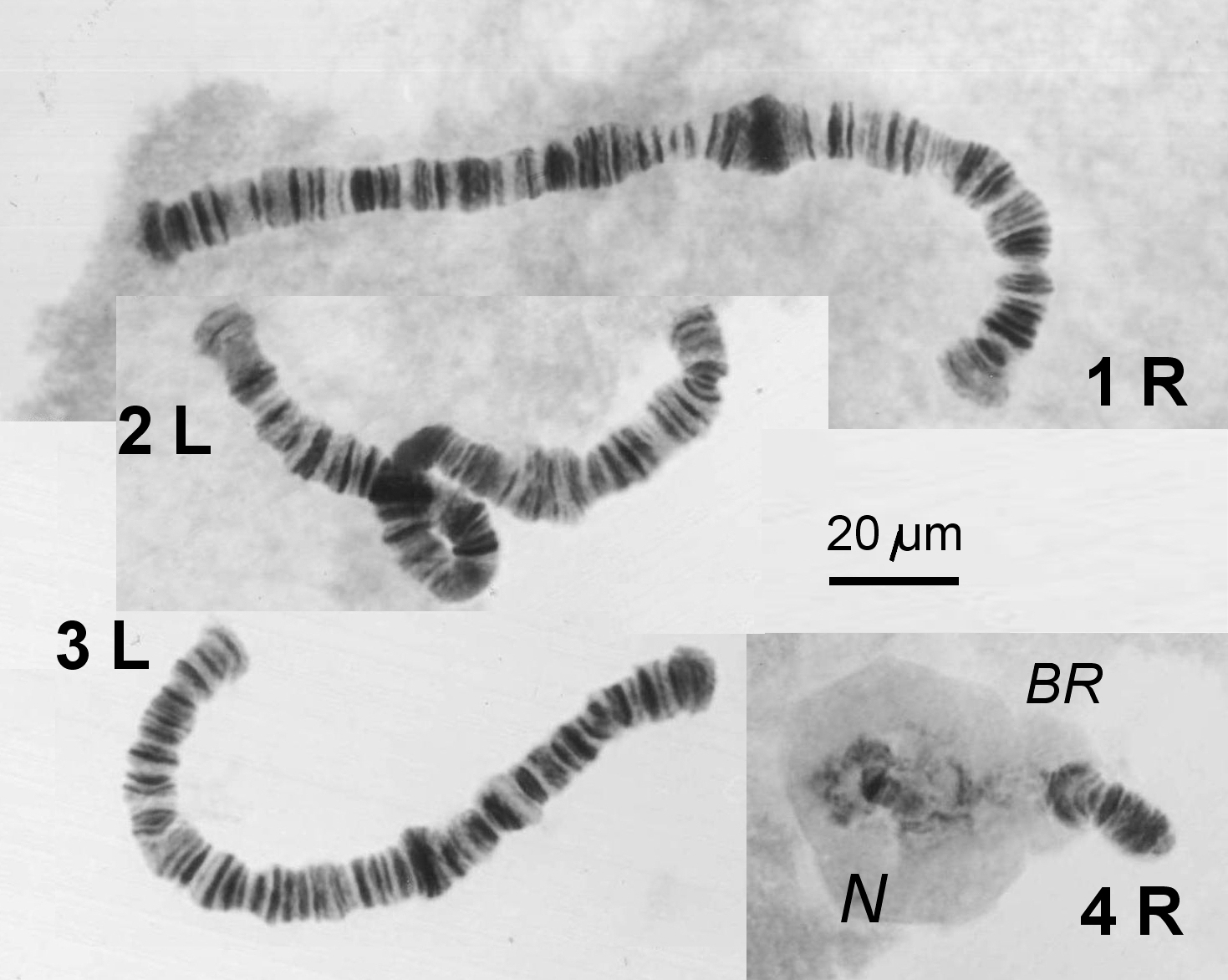
Chironomus riparius Meigen 1804, synonym C. thummi Kieffer 1911: Polytäner Chromosomensatz (1 n = 4) aus stark endorepliziertem Zellkern einer larvalen Speicheldrüse. L = linker Chromosomenarm, R = rechter Arm, N = Nukleolus, BR = Balbiani Ring. Vgl. Keyl & Keyl 1959

Als Polytänchromosom wird ein Chromosom bezeichnet, das viele parallel verlaufende, einzelne DNA-Moleküle (Chromatiden) mit jeweils identischen Gensequenzen enthält. Polytänchromosomen sind viel größer als „normale“  mitotische Chromosomen und im Lichtmikroskop schon bei mäßiger Vergrößerung zu erkennen. Sie werden daher auch Riesenchromosomen genannt, eine Bezeichnung, die manchmal auch für die anders aufgebauten Lampenbürstenchromosomen verwendet wurde.
Voraussetzung für die Polytänie ist Endoreplikation. Bei diesem Vorgang multipliziert die chromosomale DNA über mehrere Runden innerhalb eines Zellkernes; deswegen kommt es auch zu keiner Zellteilung.

## Morphologie
Die Chromatiden eines Polytänchromosoms liegen mit den entsprechenden DNA-Sequenzen eng und exakt ausgerichtet aneinander. Dichter gepackte Bereiche des Euchromatins erscheinen als „Banden“, getrennt von „Interbanden“. Noch dichtere Bereiche bilden das Heterochromatin. Aufgrund des Bandenmusters, das jedes individuelle Polytänchromosom charakterisiert, hat man schon frühzeitig Chromosomenkarten erstellt. Bei jenen Organismen, die Riesenchromosomen ausbilden, sind die homologen (die einander entsprechenden, von Mutter und Vater erhaltenen) Chromosomen oft bereits in mitotischen Zellen einander paarweise zugeordnet. Dieser Umstand dürfte zur engen Paarung der mütterlichen mit den väterlichen Chromatiden der Riesenchromosomen beitragen. Polytäne Sätze mit völlig oder teilweise gepaarten Homologen zeigen die haploide Chromosomenzahl (1 n).
Die Polytänisierung kann zehn oder mehr Replikationsrunden (Endozyklen) aufweisen, wodurch „Kabel“ mit 2048 oder mehr Chromatiden entstehen. Da eine Chromatide eine einzige DNA-Doppelhelix enthält, besitzt ein Satz Riesenchromosomen nach 10 vollständigen Endozyklen einen DNA-Gehalt von 2048 C. Der Wert „C“ steht für die artspezifische Genomgröße.
Manche heterochromatischen Bereiche beteiligen sich nicht (oder nur teilweise) an der Polytänisierung, erstmals beschrieben bei Drosophila virilis. Diese so genannte Unterreplikation ist durch Vergleich mit mitotischen Metaphasen festzustellen.

## Genaktivität
Gene sind aktiv, wenn sie RNA synthetisieren. Dazu regen sie Signalmoleküle an, welche die Initiation bewirken. Während der Transkription kommt es zu einer Auflockerung (Dekondensation) des Genortes, wodurch eine polytäne Bande im Lichtmikroskop heller erscheint. Eine solche aktive Region bezeichnet man als Puff [pʌf; engl.]. Besonders große Puffs werden nach ihrem Entdecker Édouard-Gérard Balbiani (1823–1899) als Balbiani-Ringe bezeichnet. Die Transkription an Puffs und Balbianiringen bei Chironomus tentans wurde eindrucksvoll mit einem hochauflösenden Rasterelektronenmikroskop dargestellt.
DNA-Sequenzen, die für den Aufbau ribosomaler RNA abgelesen werden, bilden konstitutionell den Nukleolus, den stets größten Puff eines Zellkerns.
Nur ein Bruchteil der Transkripte sind messenger RNA (mRNA). Viele der entstehenden RNA-Moleküle dienen ihrerseits als Signale der Genregulation an DNA-Sequenzen, die Proteine kodieren.

## Vorkommen
Besonders große Polytänchromosomen finden sich in den Speicheldrüsen der Larven mancher Insektenarten wie der Zuckmücke (Chironomus sp.), von der sie Balbiani 1881 erstmals beschrieb. Am Hamburger Botanischen Institut gelang Emil Heitz und Hans Bauer 1933 mit der Gartenhaarmücke der Nachweis: Die riesigen „Kernschleifen“ in den übergroßen Zellkernen sind tatsächlich 1 n = 5 Chromosomen.
Am bekanntesten sind die 1 n = 4 Riesenchromosomen der Taufliege Drosophila melanogaster. Bei Drosophila-Arten und anderen Zweiflüglern kommen polytäne Chromosomen in Zellkernen auch anderer Gewebe vor (z. B. Borstenbildungszellen, Malpighi-Gefäßzellen, Nährzellen des Ovars). In Spinndrüsen von Insektenlarven kurz vor und während der Verpuppung findet man ebenfalls polytäne Chromosomen. Die Gene, die für die Seidenproteine kodieren, sind dort wegen der sehr hohen Transkriptionsrate als Balbiani-Ringe zu identifizieren. Riesenchromosomen treten auch bei Springschwänzen (Collembola), bei Wimpertierchen (Ciliophora) und bei einigen Pflanzen in den Suspensorzellen auf. Beim Menschen ermöglichen Trophoblasten-Kerne mit polytänen Chromosomen die Implantation in die Gebärmutter am Beginn einer Schwangerschaft.